# 贤明女子学院短期大学
贤明女子学院短期大学（日语：／ Kenmei Joshi Gakuin Tanki Daigaku *）是过去一所位于日本兵库县姬路市的私立短期大学。

## 概要

### 简介
- 学校最早可以追溯到1951年[1]。短期大学为于1957年开办[2]、由学校法人贤明女子学院经营、来源于法国人传教士创立的修道会、由于教育的基础是新教[1]。招生到2006年、停办于2008年[2]。

### 历史
- 1955年 贤明女子学院短期大学成立并同时设置一个学科即英语科（招生到2005年、停办于2007年）[2]。
- 1963年 家政科成立[2]。
- 1965年 两个专攻成立于专科、以下列举。
  - 英语专攻
  - 家政专攻
- 1968年 食物专攻成立于专科、家政科分离为两个专攻、以下列举[2]。
  - 家政专攻
  - 食物专科
- 1995年 家政科改名为生活学科、以下两个专攻改名为。[2]。
  - 家政专攻→生活学专攻
  - 食物专科→食物营养专攻
- 同年两个专攻于专科改名为、以下列举。
  - 家政专攻→生活学专攻
  - 食物専攻→食物营养学专攻
- 2000年 福利支援学科成立[2]。
- 2006年 招生最后（除英语科以外）、次年停止招生（正式停办于2008年7月31日[2]）。

## 学校环境
- 大盐校区：有了生活学科（生活学专攻、食物营养学专攻）和福利支援学科。在了兵库县姬路市大盐町[注 1]。
- 本町校园：在了英语科、在了兵库县姬路市本町。

## 组织

### 学科
- 英语科[注 2]
- 生活学科
  - 生活学专攻
  - 食物营养学专攻
- 福利支援学科

### 专科
| - 没有 |

### 业余课程
| - 没有 |

## 相关链接
- 日本短期大学列表